# سد کنیلپورت
سد کنیلپورت (به لاتین: Knellpoort Dam) یک سد در آفریقای جنوبی است که در ایالت آزاد واقع شده‌است.